# Michael Woost

Wappen von Michael Gerard Woost

Michael G. Woost (* 17. September 1958 in Cleveland, Ohio) ist ein US-amerikanischer römisch-katholischer Geistlicher und Weihbischof in Cleveland.

## Leben
Michael Woost besuchte die St. Ignatius High School in Cleveland. 1980 erlangte er am Borromeo Seminary einen Bachelor of Arts und 1984 am Saint Mary Seminary in Wickliffe einen Master of Divinity. Am 9. Juni 1984 empfing Woost in der Kathedrale St. John the Evangelist in Cleveland durch den Bischof von Cleveland, Anthony Michael Pilla, das Sakrament der Priesterweihe.
Woost war zunächst als Pfarrvikar der Pfarrei Immaculate Conception in Madison tätig. Daneben erwarb er 1986 am Saint Mary Seminary in Wickliffe einen Master im Fach Systematische Theologie. 1989 wurde er Verantwortlicher für die Berufungspastoral im Bistum Cleveland. 1995 wurde Michael Woost für weiterführende Studien nach Washington, D.C. entsandt, die er im Jahr 2000 an der Katholischen Universität von Amerika mit einem Lizenziat im Fach Sakramententheologie abschloss. Seitdem lehrte Woost Sakramententheologie am Saint Mary Seminary in Wickliffe. 2022 wurde er zudem Direktor ad interim des Diözesanbüros für den Gottesdienst.
Am 9. Mai 2022 ernannte ihn Papst Franziskus zum Titularbischof von Sertei und zum Weihbischof in Cleveland. Der Bischof von Cleveland, Edward Malesic, spendete ihm 4. August desselben Jahres in der Kathedrale St. John the Evangelist in Cleveland die Bischofsweihe; Mitkonsekratoren waren der emeritierte Weihbischof in Cleveland, Roger William Gries OSB, und der emeritierte Bischof von Davenport, Martin John Amos.